# Українська книжка року 2013
«Українська книжка року» 2013 року — щорічна премія Президента України, що присуджена з метою відзначення авторів, видавництв та видавничих організацій, які зробили значний внесок у популяризацію української книжки та розвиток вітчизняної видавничої справи у 2012—2013 роках.
Комітет зі щорічної премії Президента України «Українська книжка року» на початку лютого 2014 року допустив до конкурсу 2013 року 46 видань, яким пропонується присудити премію. Найбільше — 16 у номінації «За вагомий внесок у розвиток українознавства». А по 156 — було визначено в номінації «За видатні досягнення у галузі художньої літератури» та «За сприяння у вихованні підростаючого покоління».
Загалом прийом книжкових видань на здобуття премії Президента України «Українська книжка року» за 2013 рік тривав до 20 листопада 2013 року. На конкурс подано близько 50 видань від 38 видавництв та видавничих організацій. Свої книжки, зокрема, запропонували видавництва «Грані-Т», «Фоліо», «Либідь», «Криниця», «Рута», «Карпатська вежа», «Фенікс», «Теза», «Фактор», «Дух і Літера», «Місто НВ» тощо.

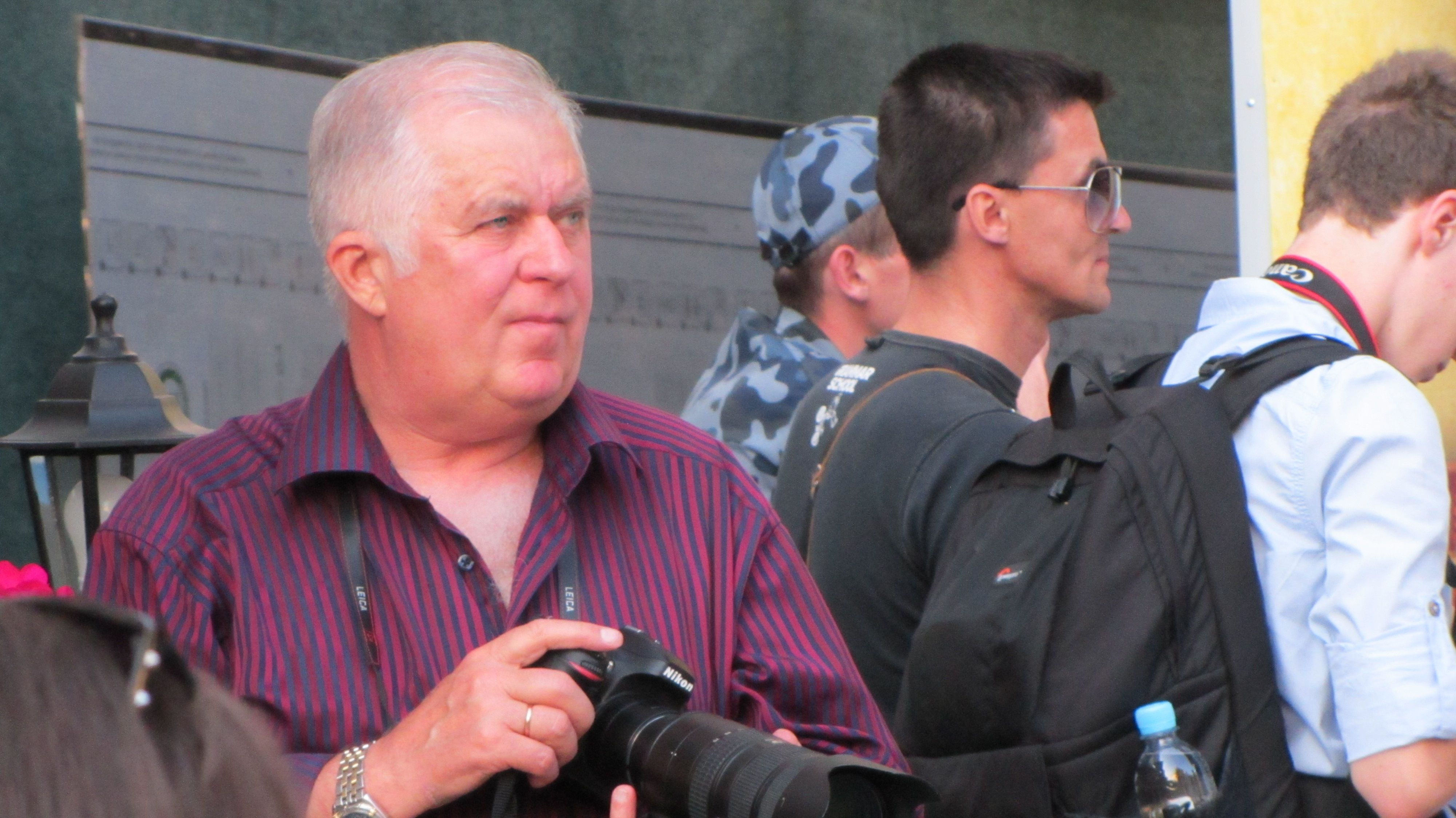
Василь Пилип'юк — лауреат премії у номінації «За вагомий внесок у розвиток українознавства» за видання «Шевченкова посвята»

## Пропозиції до присудження премії
12 лютого 2014 року Комітет з присудження щорічної премії Президента України «Українська книжка року» шляхом таємного голосування простою більшістю голосів у трьох номінаціях визначив видання, подані для участі у конкурсі, яким пропонується присудити премію за 2012—2013 роки:
- У номінації «За видатні досягнення у галузі художньої літератури»:

– виданню «Щоденникові записи, 1939—1956», автор Довженко Олександр Петрович, видавництво ТОВ "Видавництво «Фоліо» (м. Харків), 2013 р.
- У номінації «За вагомий внесок у розвиток українознавства»:

– виданню «Шевченкова посвята», автор Пилип'юк Василь Васильович, видавництво «Світло і тінь» (м. Львів), 2013 р.
- У номінації «За сприяння у вихованні підростаючого покоління»: — виданню «Кіровоградщина. Історія рідного краю», за редакцією Козир Ірина Анатоліївна, видавництво ТОВ «Імекс-ЛТД» (м. Кіровоград), 2012 р.[2].

## Номінації
На початку лютого 2014 року Комітет з присудження щорічної премії Президента України «Українська книжка року» допустив до участі у конкурсі на здобуття щорічної премії Президента України «Українська книжка року» за підсумками 2012—2013 років наступні книжкові видання:

### «За видатні досягнення у галузі художньої літератури»
1. «Урус-шайтан, лицар зі степу», С. В. Кремець; видавництво «Українська академія геральдики, товарного знаку та логотипу».
2. «Бувальщина», К. Д. Ломпас; видавець «К. Д. Ломпас».
3. «Рутенія. Повернення відьми», В. Климчук; видавництво «Теза».
4. «Чорнильне серце», К. Функе; Переклад: О. П. Логвиненко; видавництво «Теза».
5. "Сектор обстрілу-«Аісти», І. О. Моісєєнко; видавництво «Криниця».
6. "Шляхами пам'яті ", Упорядник: Г. І. Єфімович; видавництво «Одеська державна наукова бібліотека ім. м. Горького».
7. «Пашкєвич у нас один», Г. А. Олійник; видавництво ПП «Рута».
8. «На схилах Карпат» у 2-х томах, П. П. Дем'янюк; видавництво «Карпатська вежа».
9. «Романси без слів. Антологія українських перекладів поезій Поля Верлена», Упорядник: О.Крушинська; ДП «Спеціалізоване видавництво „Либідь“.
10. „Стихія води і грому“, В. В. Нагірняк; видавництво „Місто НВ“.
11. „Кинджал проти шаблі“, Т. І. Литовченко, О. О. Литовченко; видавництво „Фоліо“.
12. „Пустоцвіт“, Т. І. Литовченко, О. О. Литовченко; видавництво „Фоліо“.
13. „Серафима“, О. С. Ульяненко; видавництво „Фоліо“.
14. „Щоденникові записи, 1939—1956“, Олександр Петрович Довженко; видавництво „Фоліо“.
15. „Моя молитва“, Микола Степанович Вінграновський; видавництво „Фоліо“.

### «За вагомий внесок у розвиток українознавства»
1. „Історія України: науково-допоміжний бібліографічний покажчик за 2011 рік“, упорядники: Т. Приліпко, Д. Стегній та ін.; видавництво „Вінниченко“.
2. „Дарую вам Всесвіт“, Б. Д. Мельничук»; видавництво «Полісся».
3. «Овідіопольський район. Енциклопедичний довідник», С. С. Аргатюк, В. В. Левчук, І. Т. Гусєв, І. В. Сапожников; ТОВ «ВМВ».
4. «Атлас історії України», упорядник: Д. В. Ісаєв; ДНВП «Картографія».
5. «Коріння Шевченкового роду», М. П. Лисенко; видавництво «Алефа».
6. «Шевченківська енциклопедія» в 6 томах, керівник проекту: В. Л. Смілянська; видавництво «Інститут літератури ім. Т. Г. Шевченка».
7. «Великі Будища. Історичний нарис», Я. М. Городницька, С. В. Калашнік; ПП "Художньо-рекламне агентство «Дивосвіт».
8. «Коломия 1939—1941», С. В. Андріїшин; видавництво «Вік».
9. «Корсунь староденний», П. Я. Степенькіна, С. П. Дремлюк, А. Г. Ніколенко, С. Ю. Степенькін; видавець «Чабаненко Ю. А.».
10. «Б. Є. Патон. 50 років на чолі Академії», голова редакційної колегії А. Г. Науковець; ВД «Академперіодика».
11. «Скарбниця потребна й пожиточна. Українські монастирські літописи, житія, повчання ченцям, чуда та інше», упорядник: В. Шевчук; ДП "Спеціалізоване видавництво «Либідь».
12. «Климентівський збірник», відповідальний редактор: Т. Ю. Яшаєва; видавництво "РА «Телескоп».
13. «Українські таємниці Франції», О. І. Дробах; видавництво «Смолоскип».
14. «Транзитна культура», Т. І. Гундорова; видавництво «Грані-Т».
15. «Славутич. 25 років у єдиній, вольній, новій сім'ї територіальної громади міста», В. І. Савран, Л. М. Любива; ВД «Адеф — Україна».
16. «Шевченкова посвята. 1814—2014», В. Пилип'юк, видавництво «Світло й тінь».

### «За сприяння у вихованні підростаючого покоління»
1. «У гніві праведному», С. В. Кремець; видавництво «Українська конфедерація журналістів».
2. «Фізика. 8 клас», М. П. Бойко, Є. Ф. Венгер, О. В. Мельничук; видавництво «Наукова думка».
3. «Фізика. 7 клас», М. П. Бойко, Є. Ф. Венгер, О. В. Мельничук; видавництво «Академперіодика».
4. «Хорознавчий лексикон», І. О. Апалькова; видавництво «Склянка Часу *Zeitglas».
5. «Три пелюстки любові», І. Волошенюк, М. Каменюк, М. Вдовцов; ФОП «Данилюк В. Г.».
6. «Словник візуальний: українська, руський, english, francais, deutsch» укладач: О. О. Мазур; видавництво «Глорія Трейд».
7. «Правобукварик: для дітей віком від 3-х до 7-ми років», Л. Денисенко; редакція журналу «Право України».
8. «Жниварик», О. А. Вітенко, Т. В. Яковенко; видавництво «Консоль».
9. «Розумний Пі-пі-кі», Л. А. Галько; видавництво «Нова зоря».
10. «Валько», В. В. Лямічев; видавництво «Фенікс».
11. «Лицарство козацьке», укладач: О. М. Уліщенко; ВД «Фактор».
12. «Перлинка», М. А. Пономаренко; видавництво «Навчальна книга — Богдан».
13. «Квантова механіка», О. С. Давидов; ВД «Академперіодика».
14. «Кіровоградщина. Історія рідного краю», за редакцією: І. А. Козир; видавництво «Імекс — ЛТД».
15. «Оренда землі від А до Я», авторський колектив: М. В. Орлов та ін.; ФОП «Рогальська І. О.»[3].

## Джерело
- Премія Президента України «Українська книжка року» [Архівовано 23 березня 2022 у Wayback Machine.]